# 7e regering van Israël
De 7e regering (ook bekend als het kabinet–Ben-Gurion V) was de uitvoerende macht van de Staat Israël van 3 november 1955 tot 8 januari 1958. Premier David Ben-Gurion (Mapai) stond aan het hoofd van een coalitie van Mapai, de Mizrahi Beweging/Nationaal-Religieuze Partij, Verenigd in Arbeid, Mapam en de Progressieve Partij.

## Ambtsbekleders
| Ambtsbekleder                 | Ambtsbekleder          | Ambtsbekleder                                      | Functie                                       | Ambtstermijn     | Ambtstermijn     | Partij                       |
| ----------------------------- | ---------------------- | -------------------------------------------------- | --------------------------------------------- | ---------------- | ---------------- | ---------------------------- |
|                               | David Ben-Gurion       | David Ben-Gurion דָּוִד בֶּן-גּוּרִיּוֹן (1886–1973)         | Premier                                       | 3 november 1955  | 26 juni 1963     | Mapai                        |
| Minister van Defensie         | David Ben-Gurion       | David Ben-Gurion דָּוִד בֶּן-גּוּרִיּוֹן (1886–1973)         | 21 februari 1955                              |                  | 26 juni 1963     | Mapai                        |
|                               | Levi Eshkol            | Levi Eshkol לֵוִי אֶשְׁכּוֹל (1895–1969)                  | Vicepremier                                   | 3 november 1955  | 26 juni 1963     | Mapai                        |
| Minister van Financiën        | Levi Eshkol            | Levi Eshkol לֵוִי אֶשְׁכּוֹל (1895–1969)                  | 25 juni 1952                                  |                  | 26 juni 1963     | Mapai                        |
|                               | Moshe Sharett          | Moshe Sharett משֶׁה שָרֵת (1894–1965)                  | Minister van Buitenlandse Zaken               | 14 mei 1948      | 18 juni 1956     | Mapai                        |
|                               | Golda Meïr             | Golda Meïr גּוֹלְדָּה מֵאִיר (1898–1978)                  | Minister van Buitenlandse Zaken               | 18 juni 1956     | 12 januari 1966  | Mapai                        |
|                               | Israel Bar-Yehuda      | Israel Bar-Yehuda ישראל בר-יהודה (1895–1965)       | Minister van Binnenlandse Zaken               | 3 november 1955  | 17 december 1959 | Mapai                        |
|                               | Pinchas Rosen          | Pinchas Rosen פנחס רוזן (1887–1978)                | Minister van Justitie                         | 24 december 1952 | 13 februari 1956 | Progressieve Partij          |
|                               | David Ben-Gurion       | David Ben-Gurion דָּוִד בֶּן-גּוּרִיּוֹן (1886–1973)         | Minister van Justitie                         | 13 februari 1956 | 28 februari 1956 | Mapai                        |
|                               | Pinchas Rosen          | Pinchas Rosen פנחס רוזן (1887–1978)                | Minister van Justitie                         | 28 februari 1956 | 1 november 1961  | Progressieve Partij          |
|                               | Pinchas Sapir          | Pinchas Sapir פנחס ספיר (1906–1975)                | Minister van Economie                         | 3 november 1955  | 25 mei 1965      | Mapai                        |
|                               | Israel Barzilai        | Israel Barzilai ישראל ברזילי (1913–1970)           | Minister van Volksgezondheid                  | 3 november 1955  | 1 november 1961  | Mapam                        |
|                               | Golda Meïr             | Golda Meïr גּוֹלְדָּה מֵאִיר (1898–1978)                  | Minister van Arbeid                           | 10 maart 1949    | 18 juni 1956     | Mapai                        |
|                               | Mordechai Namir        | Mordechai Namir מרדכי נמיר (1897–1975)             | Minister van Arbeid                           | 18 juni 1956     | 17 december 1959 | Mapai                        |
|                               | Chaim-Moshe Shapira    | Chaim-Moshe Shapira חיים משה שפירא (1902–1970)     | Minister van Sociale Zaken en Welzijn         | 24 december 1952 | 1 juli 1958      | Nationaal- Religieuze Partij |
| Minister van Religieuze Zaken | Chaim-Moshe Shapira    | Chaim-Moshe Shapira חיים משה שפירא (1902–1970)     | 8 oktober 1951                                |                  | 1 juli 1958      | Nationaal- Religieuze Partij |
|                               | Zalman Aran            | Zalman Aran זַלְמָן אֲרָן (1899–1970)                   | Minister van Onderwijs en Cultuur             | 3 november 1955  | 10 mei 1960      | Mapai                        |
|                               | Moshe Carmel           | Moshe Carmel משה כרמל (1911–2003)                  | Minister van Vervoer                          | 3 november 1955  | 17 december 1959 | Mapai                        |
|                               | Kadish Luz             | Kadish Luz קדיש לוז (1895–1972)                    | Minister van Landbouw                         | 3 november 1955  | 17 december 1959 | Mapai                        |
|                               | Mordechai Bentov       | Mordechai Bentov מרדכי בנטוב (1900–1985)           | Minister van Ontwikkelingen                   | 3 november 1955  | 1 november 1961  | Mapam                        |
|                               | Bechor-Shalom Sheetrit | Bechor-Shalom Sheetrit בכור-שלום שטרית (1895–1967) | Minister van Openbare Veiligheid              | 14 mei 1948      | 2 januari 1967   | Mapai                        |
|                               | Yosef Burg             | Yosef Burg יוסף בורג (1909–1999)                   | Minister van Communicatie                     | 24 december 1952 | 1 juli 1958      | Nationaal- Religieuze Partij |
|                               | Fritz Naftali          | Fritz Naftali פריץ נפתלי (1888–1961)               | Minister zonder portefeuille (Algemene Zaken) | 3 november 1955  | 25 januari 1959  | Mapai                        |